# Aneilema homblei
Aneilema homblei är en himmelsblomsväxtart som beskrevs av De Wild. Aneilema homblei ingår i släktet Aneilema och familjen himmelsblomsväxter.
Artens utbredningsområde är Kongo-Kinshasa. Inga underarter finns listade.